# دوغ هيلارد
دوغ هيلارد (بالإنجليزية: Doug Hillard)‏ هو لاعب كرة قدم بريطاني في مركز ظهير ‏، ولد في 10 أغسطس 1935 في برستل في المملكة المتحدة، وتوفي بنفس المكان في 1997. لعب مع نادي بريستول روفيرز.